# Dirty Sexy Money
Dirty Sexy Money est une série télévisée américaine en 23 épisodes de 42 minutes, créée par Craig Wright (en), diffusée entre le 26 septembre 2007 et le 8 août 2009 sur le réseau ABC et en différé sur le réseau CTV au Canada.
En France, la série a été diffusée à partir du 23 octobre 2008 sur Canal+, dès le 14 juillet 2010 sur TF1 et depuis le 28 mai 2016 sur HD1 en VM ; en Suisse depuis le 7 janvier 2009 sur TSR1 ; en Belgique sur Be TV et à partir du 18 janvier 2009 sur RTL-TVi et au Québec à partir du 3 février 2009 sur TQS.

## Synopsis
Avocat new yorkais idéaliste, Nick George mène une vie tranquille auprès de sa femme et de sa fille jusqu'au jour où son père meurt en avion. La richissime famille Darling, qui l'employait depuis des décennies, trouve naturel que son fils lui succède pour gérer leurs intérêts divers et surtout très prosaïques. De Tripp, le patriarche, redoutable en affaires mais incapable de maîtriser sa famille, à Lætitia, sa femme, qui a entretenu une liaison secrète avec le père de Nick pendant des années, en passant par Patrick, l'aîné, amoureux d'une femme trans et candidat au poste de sénateur de New York, Karen, la pro du divorce qui planifie son quatrième mariage, Brian, l'homme d'église qui refuse de reconnaître son fils illégitime, et enfin Jeremy et Juliet, les jumeaux oisifs et fêtards, le travail ne manque pas à s'occuper des affaires, problèmes, incartades et états d'âmes des uns et des autres.
D'abord réticent, Nick saura trouver son propre intérêt à cet emploi tout-terrain. Outre le don annuel de 10 millions de dollars qui lui permet de faire le bien autour de lui dans les associations dont il s'occupe (ajoutés à son salaire personnel), il doit aussi mener l'enquête sur les aspects mystérieux de la disparition de son père…

## Distribution

### Acteurs principaux
- Peter Krause (VF : Guillaume Orsat) : Nick George
- Donald Sutherland (VF : Bernard Tiphaine) : Patrick « Tripp » Darling III
- William Baldwin (VF : Xavier Fagnon) : Patrick Darling IV
- Natalie Zea (VF : Florence Dumortier) : Karen Darling
- Glenn Fitzgerald (VF : Laurent Morteau) : Brian Darling Sr.
- Seth Gabel (VF : Alexandre Gillet) : Jeremy Darling
- Zoe McLellan (VF : Julie Dumas) : Lisa George
- Jill Clayburgh (VF : Annie Sinigalia) : Lætitia Darling
- Blair Underwood (VF : Bruno Dubernat) : Simon Elder (dès le 4e épisode)
- Samaire Armstrong (VF : Chloé Berthier) : Juliet Darling (saison 1, invitée saison 2)
- Lucy Liu (VF : Laëtitia Godès) : Nola Lyons (saison 2)

### Acteurs récurrents
- Will Shadley (VF : Tom Trouffier) : Brian Darling Jr. (15 épisodes)
- Shawn Michael Patrick (VF : Tugdual Rio) : Clark, le chauffeur (13 épisodes)
- Brooke Smith (VF : Dorothée Jemma) : Andrea Smithson Darling #1 (pilote)
- Sheryl Lee (VF : Dorothée Jemma) : Andrea Smithson Darling #2 (12 épisodes)
- Laura Margolis (en) (VF : Lily Rubens) : Daisy (12 épisodes)
- Elle Fanning (VF : Camille Timmerman) : Kiki George #1 (pilote)
- Chloë Grace Moretz (VF : Camille Timmerman) : Kiki George #2 (7 épisodes)
- Darcy Rose Byrnes (VF : Camille Timmerman) : Kiki George #3 (3 épisodes)
- Candis Cayne (VF : Isabelle Leprince) : Carmelita Rainer (11 épisodes)
- Kiersten Warren (VF : Véronique Soufflet) : Ellen Alexander Darling #1 (pilote)
- Bellamy Young (VF : Véronique Soufflet) : Ellen Alexander Darling #2 (9 épisodes)
- Daniel Cosgrove (VF : Damien Boisseau) : Freddy Mason (7 épisodes, saison 1)
- Tamara Feldman (VF : Olivia Luccioni) : Natalie Kimpton (6 épisodes)
- Michelle Krusiec (VF : Vanessa Valence) : Mei Ling Hwa Darling (5 épisodes)
- Roxana Brusso : Maria, la maid (5 épisodes)
- Bella Thorne (VF : Alice Orsat) : Margaux Darling (4 épisodes)
- Joseph Siravo (en) : Détective Larrabee (3 épisodes)
- Kristin Bauer : Rebecca Colfax (saison 1, épisodes 2 et 3)
- Sofia Vergara (VF : Ethel Houbiers) : Sofia Montoya (saison 1, épisodes 6, 8 à 10)
- Eddie Cibrian : Sebastian Fleet (saison 1, épisode 6)
- Peter Strauss : Dutch George (saison 1, épisode 9)
- Scott Holroyd (en) (VF : Axel Kiener) : Chase Alexander (saison 2, épisodes 4, 8 et 9)
- Sarah Carter : Wrenn Darcy (saison 2, épisodes 6 et 7)
- John Rubinstein : Dr Zwarling (saison 2, épisodes 6 à 8)
- John Schneider : Charles Whatley (saison 2, épisodes 11 à 13)
- Krista Allen : Dana Whatley (saison 2, épisodes 12 et 13)

## Production
Le 16 janvier 2007, ABC commande le pilote, tourné à New York. Satisfaits du pilote, le réseau commande treize épisodes le 11 mai 2007. La production déménage à Los Angeles et débute à la mi-juillet, et quelques rôles secondaires sont recastés.
Malgré le déclenchement de la Grève de la Writers Guild of America de 2007, ABC commande neuf épisodes supplémentaires le 16 novembre. À la fin de la grève, ABC a décidé d'arrêter la première saison à dix épisodes et de renouveler la série pour une deuxième saison de treize épisodes.
Le 20 novembre 2008, en raison d'une mauvaise audience, il est confirmé que la série ne produira que treize épisodes pour sa deuxième saison, techniquement annulée et elle est retirée de l'horaire de janvier 2009, laissant les quatre derniers épisodes inédits. La chaîne négocie la diffusion du dernier épisode sur Internet (webisode).
La chaîne ABC a finalement diffusé les quatre épisodes restants de la série à partir du 18 juillet 2009.

### Casting
Le casting principal a débuté en février 2007, dans cet ordre : Seth Gabel, Peter Krause, Glenn Fitzgerald, Samaire Armstrong et Zoe McLellan, Natalie Zea, William Baldwin, Jill Clayburgh et Donald Sutherland. Laz Alonso a décroché le rôle de l'avocat Colin Davidson mais son rôle a été supprimé, et un rôle récurrent a été proposé à Victoria Pratt (Naomi Leeds).
En août 2007 Blair Underwood rejoint la distribution principale à partir du 4e épisode, suivi d'un rôle récurrent et un invité à Tamara Feldman et Eddie Cibrian respectivement. Durant la grève des scénaristes en novembre 2007, un rôle récurrent a été offert à Lolita Davidovich (Flavia Carazzi), qui n'a pas eu lieu.
En avril 2008, Lucy Liu décroche un rôle principal pour la deuxième saison, puis à la fin octobre, John Schneider décroche un rôle pour les trois derniers épisodes.

## Épisodes

### Première saison (2007)
1. De père en fils (Pilot)
2. Photo de famille (The Lions)
3. Le Banquier italien (The Italian Banker)
4. Escapade en Italie (The Chiavennasca)
5. Fêtes à 1M$ (The Bridge)
6. Le Grand Bluff (The Game)
7. Mariage express (The Wedding)
8. Week-end à la campagne (The Country House)
9. L'Enfant illégitime le batard (The Watch)
10. Jeux doubles (The Nutcracker)

### Deuxième saison (2008-2009)
Elle a été diffusée à partir du 1er octobre 2007.
1. Joyeux anniversaire ! (The Birthday Present)
2. À qui le tour ? (The Family Lawyer)
3. Surgie du passé (The Star Witness)
4. Le silence est d'or (The Silence)
5. Dangereuses alliances (The Verdict)
6. Nouvelle venue (The Injured Party)
7. Actions… réactions (The Summer House)
8. Sans foi ni loi (The Plan)
9. Le Dernier Souffle (The Organ Donor)
10. Les Dessous de l'histoire (The Facts)
11. Turbulences (The Convertible)
12. L'Arrivée inattendue (The Unexpected Arrival)
13. Le Méchant de l'histoire (The Bad Guy)

## Commentaires
Considérant que les Darling était une famille influente des États-Unis, ABC n’a pas hésité à surfer sur la notoriété de Paris Hilton. Ainsi, lorsque la vedette a écopé de 45 jours de prison pour conduite en état d’ivresse, le réseau a fait publier, sur une page entière du New York Post et du Los Angeles Times « We love you Paris. The Darling Family » (« Nous t'aimons Paris. La famille Darling »). Mieux, un avion avec une bannière portant ce message a survolé le palais de justice le jour de son procès.